# Viridios

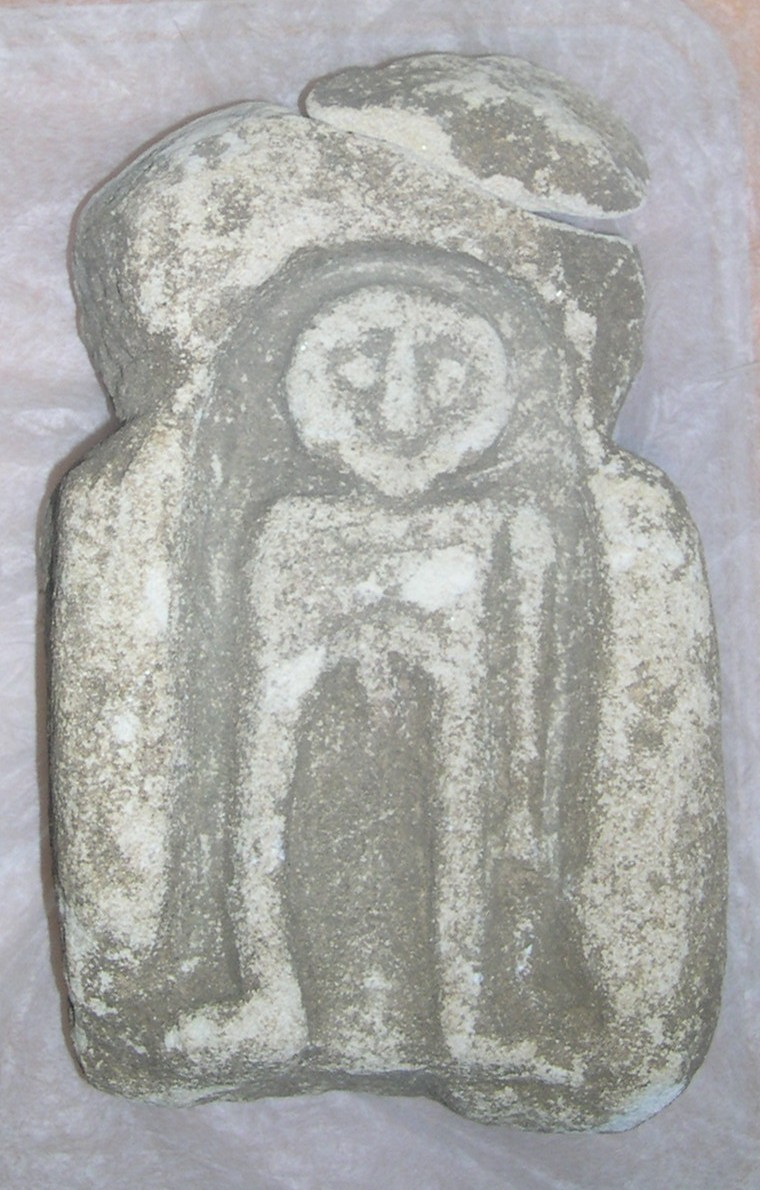
Une sculpture figurative en calcaire représentant un homme nu, provenant d'un site romano-britannique à Ancaster, supposé être Viridios.

Viridios, ou Viridius, est un dieu de l'ancienne Bretagne romaine.

## Centres de culte

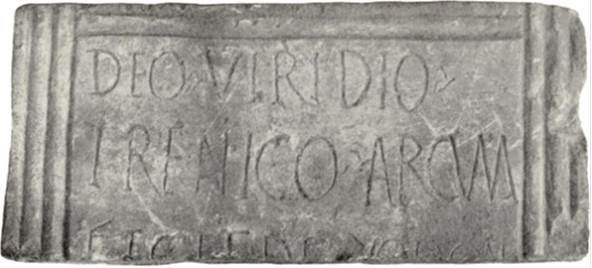
La pierre d'Ancaster découverte en 1961

Des pierres taillée dédiées à Viridios ont été retrouvées dans la ville romano-britannique de Cavsennae ou Cavsennis, aujourd'hui Ancaster, Lincolnshire, en Angleterre. Jusqu’à présent, Ancaster est le seul endroit où des inscriptions dédiées à ce dieu ont été trouvées.

## Les inscriptions d'Ancaster
La première pierre taillée a été découverte en 1961 dans une tombe à Ancaster. Wright (1962) rapporte la découverte ainsi :
Ancaster (Causennae), Lincs. (pl.XXVII). Dalle de calcaire, 271 x 12 pouces. trouvée en 1961 en creusant une tombe dans le nouveau cimetière du coté ouest du fossé romain W. La pierre a été réutilisée pour former un couvercle de tombe médiéval, et dans ce processus, la moulure inferieure et une partie de 1.3 ont été coupées. Au dos, les bords supérieur et inferieur ont été chanfreinés. Comme la hauteur des lettres de 1.2 est de 34 pouces et dépasse sensiblement la hauteur de 2-1 pouces de 1 pouces. Il semble probable que le texte soit complet, il se lit comme suit :
DEO VIRIDIO
TRENICO ARCVM
FECITDESVODON
Si le texte est complet, Trenico doit être le dédicataire et le sujet de fecit et don(avit). Le dieu Viridios est sans égal.

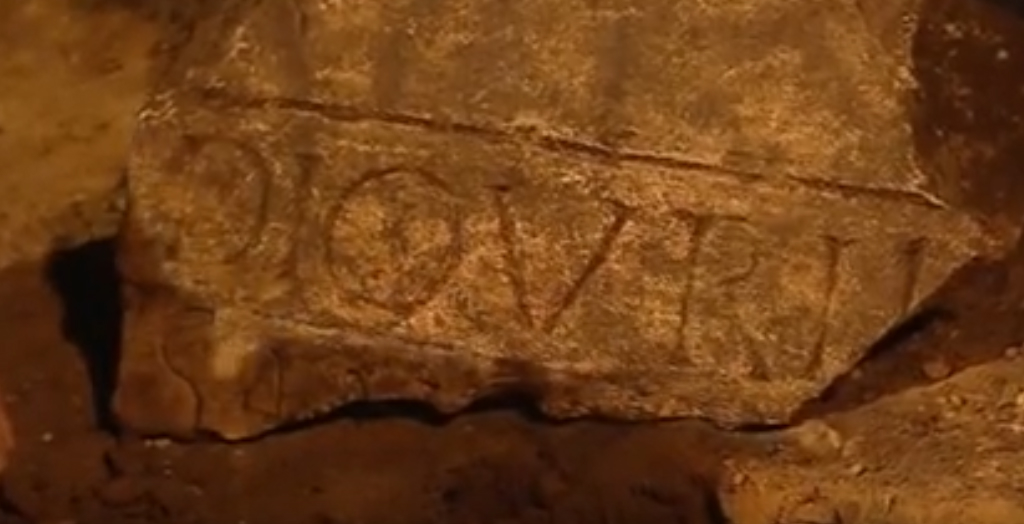
La pierre de Time Team découverte en 2001

L'inscription latine peut être traduite en français comme suit : Pour le dieu Viridius, Trenico a réalisé cet arc, donné de ses propres fonds . Cette pierre se trouve aujourd'hui au Musée The Collection à Lincoln.
Une deuxième pierre inscrite a été découverte en 2001 par une chaine de télévision britannique au travers d'une émission archéologique Time Team. La pierre a été découverte dans le cadre d'une sépulture en ciste de la fin de la période romaine ou du début de la période subromaine, et a été utilisée comme dalle latérale dans la tombe. Située près de la tombe où la première pierre inscrite a été trouvée, l'inscription sur cette deuxième pierre se lit comme suit :
DIO VRID
SANCT
qui a été interprété comme : Au saint dieu Viridios.

## Étymologie du nom
Les inscriptions d'Ancaster sont en latin, ce qui suggère que le nom du dieu est également en latin. Si tel est le cas, le nom est utilisé à la forme dative, signifiant à (la divinité) . La forme nominative, et donc le nom du dieu, serait Viridius ou Viridios . En raison du mot latin viridis (« vert », « frais », « vigoureux »), l'étymologie la plus simple proposée est que le nom du dieu dérive de cette racine et fait référence à un dieu romain tribal local possédant ces caractéristiques. L'Homme Vert est un personnage mythique païen bien connu dont le visage humain sur lequel poussent des feuilles vertes ou des vignes se retrouve dans certaines églises médiévales.
Il existe d'importantes spéculations quant aux possibles origines celtiques de la divinité. Wright aborde de telles spéculations, mais note qu'un tel lien ne peut pas être établi de manière affirmative car il n'existe pas de liens historico linguistiques solides entre la conception moderne de Viridios en tant que divinité celtique et le dieu Viridios référencé sur les inscriptions :
Pour le radical de Trenico, il existe un Dobunnian Trenus cité sur un diplôme (CIL XVL, n°49). Holder (Altcelt. Sprachsch.) cite neuf exemples de -ico pour des noms masculins. Le professeur K.Jackson est d'accord avec "vif", "vigoureux" ou "viril" comme traduction probable de Viridios, mais dit que la certitude est inaccessible car il n'y a pas de dérivés dans les langues celtiques médiévales ou modernes.

## Preuves archéologiques connexes
Une sculpture figurative supplémentaire en calcaire, probablement utilisée comme retable, a également été trouvée près d'Ancaster et datée de la fin de l'âge du fer. La sculpture représente un homme nu tenant une hache, debout sous une arche. Bien qu'aucune inscription n'apparaisse sur la pierre, l'emplacement de la découverte près d'Ancaster et les caractéristiques affichées sur le dieu qui peuvent représenter des significations suggérées du nom Viridios (« puissant », « viril », « verdoyant », « fertile »), ont conduit certains à spéculer que le retable est une représentation du dieu Viridios.